# Saint-Pée-sur-Nivelle

Saint-Pée-sur-Nivelle este o comună în departamentul Pyrénées-Atlantiques din sud-vestul Franței. În 2009 avea o populație de 5.550 de locuitori.

## Evoluția populației
| An        | 1975  | 1982  | 1990  | 1999  | 2006  | 2009  |
| --------- | ----- | ----- | ----- | ----- | ----- | ----- |
| Populație | 2.567 | 3.056 | 3.463 | 4.331 | 5.106 | 5.550 |